# Pere Macias i Arau
Pere Macias i Arau (Olot, 14 de juny de 1956), és un enginyer i polític català. Doctor en Enginyeria de Camins, Canals i Ports per la Universitat Politècnica de Catalunya, és expert en infraestructures i mobilitat. Ha ocupat diversos càrrecs institucionals, com el d'Alcalde d'Olot, President de la Diputació de Girona, diputat al Parlament de Catalunya, Conseller de Medi Ambient i de Territori, Diputat al Congrés dels Diputats i Senador. Entre 2018 i 2023 fou el coordinador de Rodalies a Catalunya, i des de novembre de 2023 és el comissionat de la Generalitat de Catalunya pel traspàs de Rodalies.

## Biografia i trajectòria política
Pere Macias és enginyer de camins, canals i ports i professor titular en excedència a la Universitat Politècnica de Catalunya.

### Etapa Garrotxina
Militant de Convergència Democràtica de Catalunya des del 1977, va entrar en política el 1983, com a regidor de CiU a Olot. Un any després, el llavors alcalde Arcadi Calzada va deixar el càrrec per presidir la diputació i Macias esdevingué Alcalde d'Olot. Va ser alcalde d'Olot entre juny de 1984 fins al 1996. Durant el seu període com alcalde va impulsar la creació dels Túnels de Bracons, així com la variant per Castellfollit de la Roca. També promogué el canvi de seu de l'Ajuntament d'un edifici del carrer major d'Olot a Can Joanetes i convertir l'antic ajuntament en l'actual Biblioteca Marià Vayreda.
Fou vicepresident de la Diputació de Girona entre 1987 i 1994 i President de la mateixa des de l'octubre del mateix any fins al juny de 1996. Del 1995 fins al juliol de 1996 fou president de l'Associació Catalana de Municipis i Comarques.

### Etapa al Parlament i al Govern
Macias va ser el cap de llista per a la demarcació de Girona a les Eleccions al Parlament de Catalunya de l'any 1995 i fou elegit diputat al Parlament de Catalunya. Va ser nomenat Conseller de Medi Ambient i Habitatge de la Generalitat de Catalunya, substituint a Albert Vilalta i González en la reestructuració del govern que hi va haver al 7 de juny de 1996. Com a conseller de medi ambient va promoure la creació de l'ACA, l'Agència Catalana de l'Aigua.
Va exercir aquest càrrec fins al 30 de juliol de 1997, quan va passar a ocupar la Conselleria de Política Territorial i Obres Públiques substituint a Artur Mas. Durant aquest període va promoure les lleis d'urbanisme i la llei de mobilitat, i va establir acords de col·laboració entre l'Administració de l'Estat i ajuntaments catalans per fer possible la construcció d'una tercera pista i una nova terminal de l'Aeroport del Prat, l'ampliació del Port de Barcelona i tancar el traçat de l'alta velocitat al seu pas per Catalunya.
Va exercir aquest càrrec fins al 21 de novembre de 2001, quan el va substituir Felip Puig.
Durant aquest període també fou President de l'Autoritat del Transport Metropolità de l'Àrea de Barcelona, des d'on va impulsar la integració tarifària, el Pla director que va conceptualitzar el Trambaix, el Trambesòs i la construcció de la Línia 9 de Metro de Barcelona.

### Etapa al Congrés i al Senat
El desembre de 2001 va ser nomenat Secretari General Adjunt de la Federació de Convergència i Unió i el gener de 2002 va ser nomenat Secretari General Adjunt de Convergència Democràtica de Catalunya. Va ser el Portaveu de CiU al Senat espanyol.
A les eleccions generals espanyoles de l'any 2008 va ser el número dos de la candidatura de Convergència i Unió al Congrés dels Diputats per Barcelona, darrere de Josep Antoni Duran i Lleida. Durant aquest període fou President de la Comissió d'Habitatge en la legislatura.
Fou elegit diputat novament a les eleccions generals espanyoles de 2011, sent president de la Comissió de Seguretat Viària i Mobilitat Sostenible del Congrés.
El 14 d'octubre de 2015 va anunciar que deixava l'activitat política per afavorir la renovació al partit.

### Coordinador de Rodalies
L'abril de 2016 va ser nomenat director tècnic del projecte de la connexió dels dos tramvies de la ciutat de Barcelona, dins del govern d'Ada Colau, donada la seva experiència i com antic impulsor de la re-introducció del tramvia a la ciutat.
El setembre de 2018 José Luis Ábalos, Ministre de Foment del govern de Pedro Sánchez va nomenar-lo coordinador del Pla de Rodalies de Catalunya, depenent d'ADIF. Durant el seu mandat com a coordinador de rodalies s'ha iniciat el desdoblament de la R3, s'han reiniciat les obres de l'Estació de La Sagrera i el tren a l'aeroport del Prat.
El novembre del 2023 Macias fou nomenat comissionat de la Generalitat pel traspàs de rodalies, amb l'encàrrec de pilotar el traspàs integral dels serveis ferroviaris de Catalunya amb el Ministeri de Transport, en compliment del pacte d'investidura entre el PSOE i ERC.
Està casat amb Assumpta Farran i Poca.

## Premis i reconeixements[19]
- Medalla Ildelfons Cerdà del Col·legi de Camins, Canals i Ports de Catalunya, 1998
- Medalla d'Honor del Col·legi d'Enginyers de Camins, Canals i Ports, 2007
- Medalla d'Or de la Diputació de Girona
- Medalla d'Or de l'Associació Catalana de Municipis
- Medalla d'Or de la Ciutat de Barcelona. Veneçuela, 1998
- Placa de la Orden Civil al Mérito Postal, 2011